# Peter Howitt
Peter Howitt (Manchester, 5 maggio 1957) è un regista, attore e sceneggiatore britannico.

## Biografia
Inizia la sua carriera come attore televisivo partecipando a varie produzioni per la televisione britannica, nel 1993 ottiene una parte nel film di Jim Sheridan Nel nome del padre. Nel 1998 scrive e dirige il film Sliding Doors, con protagonista Gwyneth Paltrow, per il quale vince un European Film Awards. Negli anni seguenti dirige i film S.Y.N.A.P.S.E. - Pericolo in rete, Johnny English e Laws of Attraction - Matrimonio in appello, nei quali si riserva sempre piccole parti come interprete. Nel 2007 dirige Dangerous Parking, di cui è protagonista al fianco di Saffron Burrows. Attualmente vive a Vancouver con la moglie Lorraine e i figli, Luke e Amy.

## Filmografia

### Regista

#### Cinema
- Sliding Doors (1998)
- S.Y.N.A.P.S.E. - Pericolo in rete (Antitrust) (2001)
- Johnny English (2003)
- Laws of Attraction - Matrimonio in appello (Laws of Attraction) (2004)
- Dangerous Parking (2007)
- Un ragionevole dubbio (Reasonable Doubt) (2014)
- Scorched Earth - Cacciatrice di taglie (Scorched Earth) (2018)

#### Televisione
- Radio Rebel – film TV (2012)

### Attore
- Highlander (Highlander: The Series) – serie TV, episodio 1x14 (1993)
- Defying Gravity - Le galassie del cuore (Defying Gravity) – serie TV, 8 episodi (2009)

## Doppiatori italiani
Nelle versioni in italiano delle opere in cui ha recitato, Peter Howitt è stato doppiato da:
- Giorgio Locuratolo in Defying Gravity - Le galassie del cuore